# Université fédérale de Paraíba
 (octobre 2017).
Si vous disposez d'ouvrages ou d'articles de référence ou si vous connaissez des sites web de qualité traitant du thème abordé ici, merci de compléter l'article en donnant les références utiles à sa vérifiabilité et en les liant à la section « Notes et références ».
L’université Fédérale de Paraíba - UFPB (en portugais : Universidade Federal da Paraíba) est une université publique située à João Pessoa au Brésil et créée en 1955. C'est l'université la plus importante de l'État de Paraíba.

## Campus
L'Université Fédérale de Paraíba est divisée en quatre campus :
- Campus I - João Pessoa ;
- Campus II - Areia ;
- Campus III - Bananeiras ;
- Campus IV - Rio Tinto et Mamanguape.

## Centres
L'Université Fédérale de Paraíba se compose des centres suivants :
- Centres des Sciences Exactes (CCEN) ;
- Centre des Sciences Humaines, Lettres et Arts (CCHLA) ;
- Centre de Communication, Tourisme et Arts (CCTA ;
- Centre des Sciences de la Santé (CCS) ;
- Centres des Sciences Sociales Appliquées (CCSA) ;
- Centre d'Éducation (CE) ;
- Centre de Technologie (CT) ;
- Centre de Sciences Juridiques (CCJ) ;
- Centre de Biotechnologie (CBiotec) ;
- Centre de Technologie et Développement Régional (CTDR) ;
- Centre des Sciences Médicales (CCM) ;
- Centre d'Informatique (CI) ;
- Centre d’Énergies Alternatives et Renouvelables (CEAR) ;
- Centre des Sciences Agraires (CCA) ;
- Centre des Sciences Humaines, Sociales et Agraires (CCHSA) ;
- Centre des Sciences Appliquées et d'Éducation (CCAE).